# 위르겐 마호
위르겐 마호(독일어: Jürgen Macho, 1977년 8월 24일, 빈 ~)는 오스트리아의 축구 감독이자 전직 골키퍼로, 현재 라피트 빈의 골키퍼 코치이다.

## 클럽 경력
마호는 1996년에 비너에서 1군 무대에 입문했고, 1년 후 퍼스트 비엔나로 이적해 3년을 보내고 2000년에 프리미어리그의 선덜랜드로 둥지를 옮겼다.
마호는 선덜랜드에서 3년을 보내며 덴마크 국가대표 토마스 쇠렌센의 후보 수문장을 맡았고, 리그 경기에 22번 출전했다. 그는 이후 2003-04 시즌에 첼시로 이적했지만, 4순위 골키퍼였다. 설상가상으로 1시즌을 부상으로 빠지면서, 소속 구단의 공식 경기에 한 경기도 출전하지 못했다.
2004년 8월, 첼시와의 계약이 해지되어 방출되면서, 마호는 오스트리아 분데스리가의 라피트 빈으로 이적했는데, 계약은 1년 동안 임대 형태로 성사되었다. 그러나, 그는 4개월 만에 빈을 떠났고, 그 동안 8번의 리그 경기에 출전했고, UEFA컵 경기에도 2번 출전했다.
2005년 1월, 마호는 독일의 카이저슬라우테른으로 이적해 전반기에는 팀 비제와 토마스 에른스트를 대신할 3번째 골키퍼를 맡았다. 그러나, 그는 비제가 베르더 브레멘으로 떠난 가운데 2005-06 시즌에 주전으로 도약했다. 그는 그 해 20번의 리그 경기에 출전했지만, 후반기에 부상으로 오랜 기간 결장했다. 그는 2006-07 시즌에도 카이저슬라우테른의 주전 수문장을 맡았는데, 카이저슬라우테른은 앞선 시즌에 리그를 16위로 마쳐 2부 리그로 강등된 상태였다.
2007년 8월 31일, 마호는 그리스의 AEK로 이적했다. 그는 브라질의 마르셀루 모헤투를 제치고 AEK의 주전 수문장으로 낙점되었다. 2009년 3월 26일, 그는 6월에 계약이 만료되면서 구단과 결별하게 되었다.
마호는 프리미어리그의 위건 애슬레틱과 훈련하면서 이적을 성사시키려 했지만, 2009년 9월 29일에 이적이 결렬되었다.
2009년 11월 5일, 소속 구단이 없었던 마호는 LASK와 계약하여 5년 만에 자국 무대로 복귀했다. 시즌 끝에, 그는 그리스의 파니오니오스로 이적하면서 다시 그리스 무대를 밟았따.

## 국가대표팀 경력
마호는 2002년에 오스트리아 국가대표팀 신고식을 치르고 2005년 10월에 2006년 월드컵 예선전 2경기를 출전한 것을 포함해 총 26번의 경기를 출전했다.
2007년 11월 16일, 그는 잉글랜드와의 친선경기에서 피터 크라우치와 충돌한 후 혀가 말려들어가는 사고를 당했다. 그는 오스트리아 의료진의 응급 처치로 무사했다. 마호는 유로 2008에서 공동 개최국의 조별 리그 3경기에 모두 출전했지만, 조별 리그를 통과하지 못했다.

## 수상
라피트 빈
- 오스트리아 분데스리가: 2004–05